# Władimir Danilewicz
Władimir Pietrowicz Danilewicz (ros. Владимир Петрович Данилевич; ur. 4 września 1924 w Moskwie, zm. 9 października 2001 tamże) – radziecki i rosyjski animator, a także reżyser, dyrektor artystyczny i scenarzysta.

## Życiorys
W latach 1947–48 uczył się na kursach animatorów w studiu „Sojuzmultfilm”. Od 1948 roku animator, a następnie scenograf (głównie w filmach Władimira Diegtiariowa), od 1957  reżyser filmów lalkowych. W 1964-67 pracował z Iwanem Iwanowem-Wano. Współpracował z takimi artystami jak Anatolij Kuricyn, Franczeska Jarbusowa i Łarisa Zieniewicz. Członek  ASIFA.

## Wybrana filmografia

### Reżyser
- 1961: Trzy pingwiny (Три пингвина)
- 1964: Mańkut (Левша)
- 1970: O odważnym Ogóreczku (Приключения огуречика)
- 1972: Ave Maria (Аве Мария)
- 1974: Lew z karuzeli (Карусельный лев)
- 1977: Słoneczko na nitce (Солнышко на нитке)
- 1979: Żółty słoń (желтый слон)

### Animator
- 1949: Gęsi Baby-Jagi (Гуси-лебеди)
- 1949: Pan Wilk (Мистер Уолк)
- 1949: Czasowyje polej (Часовые полей)
- 1949: Czarodziejski dzwoneczek (Чудесный колокольчик)
- 1950: Niedźwiedź Dreptak i jego wnuczek (Дедушка и внучек)
- 1950: Dudoczka i kuwszynczik (Дудочка и кувшинчик)
- 1950: Żółty bocian (Жёлтый аист)
- 1950: Kto pierwyj? (Кто первый?)
- 1951: Na wysokiej górze (Высокая горка)
- 1951: Druzja-towariszczi (Друзья-товарищи)
- 1952: Wyrwidąb (Валидуб)
- 1952: Sarmiko (Сармико)
- 1952: Śnieżka (Снегурочка)
- 1953: Wołszebnaja ptica (Волшебная птица)
- 1953: O dzielnej Oleńce i jej braciszku (Сестрица Алёнушка и братец Иванушка)
- 1954: Królewna żabka (Царевна-Лягушка)
- 1954: Dwa żadnych miedwieżonka (Два жадных медвежонка)
- 1955: Upriamoje tiesto (Упрямое тесто)
- 1956: W jarangie gorit ogon' (В яранге горит огонь)
- 1956: Niebiesnoje sozdanije (Небесное создание)
- 1956: Czudiesnyj kołodiec (Чудесный колодец)
- 1957: Poczemu uszoł kotionok (Почему ушёл котёнок)
- 1958: My za sołnyszkom idiom (Мы за солнышком идём)

## Nagrody
- 1964: Mańkut (Левша) – Dyplom Honorowy na VII Międzynarodowym Festiwalu Filmów Krótkometrażowych i Dokumentalnych w Lipsku